# هاوارد مک‌گلین
هاوارد مک‌گلین (به انگلیسی: Howard McGillin، زادهٔ ۵ نوامبر ۱۹۵۳) یک بازیگر و خوانندهٔ آمریکایی است که از دههٔ ۱۹۷۰ تاکنون مشغول به فعالیت می‌باشد.